# Raphaela Crossey
Raphaela Crossey (* vor 1998 in Dortmund) ist eine deutsche Schauspielerin und Sängerin.

## Leben und Karriere
Raphaela Crossey absolvierte ihr Schauspielstudium an der Musikhochschule des Saarlandes in Saarbrücken und hatte u. a. Engagements am Theater Bielefeld, den Staatstheatern Oldenburg und Mainz, der RuhrTriennale, am Theater der Altmark in Stendal (Mrs. Peachum in der Dreigroschenoper) und am Grenzlandtheater Aachen (Sonja aus Drei mal Leben von Yasmina Reza). 1998 spielte sie in dem Film The Commissioner - Im Zentrum der Macht die Sekretärin von James Morton (John Hurt) und wirkte 2002 in dem Kurzfilm „Quits“ mit, in dem sie die Mutter eines geistig behinderten Jungen spielt. Für ihr Engagement am Theater der Altmark, erhielt sie in Stendal den Theaterpreis.
Seit 2009 ist Crossey Ensemblemitglied im Stadttheater Koblenz.
In der Spielzeit 2012/2013 war sie u. a. als Sabine Petzold in der Schauspiel-Uraufführung Alle sechzehn Jahre im Sommer und als  Eva "Evita" Perón in Evita zu sehen (im Juni 2013 als Open Air auf der Festung Ehrenbreitstein). Außerdem übernahm sie in dieser Spielzeit die Rolle der Frau Peachum in der Dreigroschenoper, die 2013/14 Wiederaufnahme feierte.

## Theatrografie (Auswahl)

### Rollen Sprechtheater
- Verzwickte Lügen (Clive Exton), Kleines Theater Bad Godesberg 1999
- Sonja in Drei Mal Leben (Yasmina Reza), Aachen, Spielzeit 2002/2003
- Margret in Woyzeck (Georg Büchner), Theater der Altmark, Stendal 2004/2005
- Athene in Die Orestie (Aischylos), Stendal 2005/2006
- Psychotherapeutin Anna in Frostnacht, Stendal 2005/2006
- Agnes Sorel, Königin Isabeau u. a. in Die Jungfrau von Orléans (Schiller), Stendal 2006/2007
- Königin Gertrude in Hamlet (Shakespeare), Stendal 2007/2008
- Sittah in Nathan der Weise (Gotthold Ephraim Lessing), Stendal 2007/2008
- Die Gouvernante in Leonce und Lena (Georg Büchner), Stendal 2007/2008
- Mrs. Peachum in der Dreigroschenoper (Brecht), Stendal 2007/2008
- Brigitte in Der zerbrochne Krug (Kleist), Stendal 2008/2009
- Tochter Monika in Die letzte Zigarette, Stendal 2008/2009
- Penthesilea in Penthesilea (Kleist), Stendal 2008/2009, Koblenz 2009/2010
- Klytaimnestra in Klytaimnestra, Theater Koblenz 2009/2010
- Jeff Koons, diverse Rollen, Theater Koblenz 2009/2010
- Nach Arkadien! – eine theatrale Recherche zum Thema "Tourismus und Migration", diverse Rollen,  Kammerspiele am Florinsmarkt, Koblenz 2010
- Gräfin Helena in Das Käthchen von Heilbronn (Kleist), Koblenz 2010
- Generalswitwe Anna Petrovna Vojniceva in Platonow (Anton Tschechow ), Koblenz 2010
- Dienerin Senta in König Drosselbart (Brüder Grimm), Koblenz 2010
- Halina in Heimgesucht (Sibylle Dudek), Koblenz 2011
- Juanita in Kasimir und Karoline (Horváth), Koblenz 2011
- Stationentheater Irrgarten der Gefühle. Koblenz verwandelt – Shakespeare verzaubert (ein Shakespeare-Projekt im Rahmen der Bundesgartenschau 2011), diverse Rollen,  Koblenz 2011
- Solange es ein Ziel gibt (Roman Senkl), diverse Rollen, Kammerspiele am Florinsmarkt, Koblenz 2011
- Lady Macbeth in Macbeth (Shakespeare), Koblenz 2011/2012
- suizidgefährdete Britin Meryl in Kochshow (musikalisch-kulinarischer Liederabend), Frühstücksraum des Trierer Hofs, Koblenz 2012
- Hella Kandler in Humankapital mit dem Monolog Hellas Sonntag (Thilo Reffert), Koblenz 2012
- Brenda Dixon in Und ewig rauschen die Gelder (Michael Cooney), Koblenz 2012
- Sabine Petzold in Alle sechzehn Jahre im Sommer (John von Düffel), (Uraufführung), Koblenz 2012/2013
- Frau Peachum in der Dreigroschenoper (Kurt Weill / Bertolt Brecht), Koblenz 2012/2013
- Großmama in Die Tochter des Ganovenkönigs (Ad de Bont), Kammerspiele am Florinsmarkt, Koblenz 2012/2013
- Faust (Goethe), diverse Rollen, Koblenz 2013/2014 & Wiederaufnahme 2014/2015
- Kaiserlicher Türhüter, 2. Bonze und Frau Mahlzahn in Jim Knopf und Lukas der Lokomotivführer (Michael Ende), Koblenz 2013/2014
- Ann in Die Anarchistin (David Mamet), Koblenz 2013/2014 & Wiederaufnahme Spielzeit 2014/2015
- Angustia in Bernarda Albas Haus (Federico García Lorca), Koblenz 2013/2014
- Frau Marthe Rull in Der zerbrochne Krug (Heinrich von Kleist), Koblenz 2013/2014
- Philipp II. (zum anderen) in Don Karlos (Friedrich Schiller), Koblenz 2014/2015

### Rollen Musiktheater
- Fräulein Kost in Cabaret, Stendal 2004
- Eva "Evita" Perón in Evita (Andrew Lloyd Webber), Stendal 2006/2007 & Koblenz 2012/2013
- Mrs. Pearce in My Fair Lady, Stendal 2008
- Mrs. Lovett in Sweeney Todd (Stephen Sondheim), Koblenz 2009/2010 & 2010/2011 (Wiederaufnahme)
- Mrs. Sowerberry in Oliver! (Musical von Lionel Bart nach Charles Dickens’ Oliver Twist), Koblenz 2014/2015
- Rumpleteazer in Cats (Andrew Lloyd Webber), Sommertheater Festung Ehrenbreitstein, Koblenz 2014/2015

### Rollen Tanztheater
- Olga Piroshkowa in Nurejews Hund (Tanzabend mit Live-Lesung von Elke Heidenreich), Koblenz 2011/2012 & Wiederaufnahme 2012/2013
- Claire Zachanassian in Der Besuch der alten Dame (Ballett von Steffen Fuchs nach Friedrich Dürrenmatt), Koblenz 2014/2015